# Rey filósofo

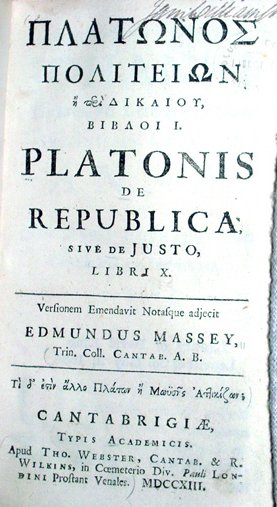
La República, de Platón, ed. 1713.

Los reyes filósofos son los hipotéticos gobernantes de la utópica Calípolis de Platón.  Si su ciudad estado ideal debía existir alguna vez, los "filósofos [debían] convertirse en reyes… o esos a los que hoy se llama reyes [deben]… filosofar genuina y adecuadamente" (La República, 473d).
Platón describe la educación de los reyes filósofos con la educación primaria general hasta los 18 años y dos años de intenso entrenamiento físico. Los que lo superen excepcionalmente bien recibirían diez años de rigurosa educación matemática, dado que Platón cree que las formas no pueden entenderse completamente a menos que se comprendan las sagradas matemáticas. Tras haber superado esta etapa, el estudiante estaría cinco años aprendiendo dialéctica. Hay una fase final de quince años de aprendizaje gobernando la polis. 
Después de esta amplia educación, los reyes finalmente comprenderían la Idea del Bien.

## Reyes filósofos en la historia
Varios personajes históricos pueden citarse como ejemplo de los atributos claves del ideal platónico, entre ellos:
- Adriano
- Alejandro Magno
- Numa Pompilio
- Marco Aurelio
- Alfonso X el sabio
- Nezahualcóyotl
- Matías Corvino
- Federico el Grande
- Catalina II de Rusia
- Pedro II de Brasil

## El ideal en la literatura
El ejemplo más destacado en la literatura es el rey filósofo de la nación idealizada de Brobdingnag (Libro II) de Los viajes de Gulliver (1726) de Jonathan Swift